# Иролтуев, Чойнзон-Доржо
Чойнзо́н-Доржи́ Иролту́ев (1843 — 1918) — бурятский религиозный деятель, эмчи-лама (врач) тибетской медицины, Пандито Хамбо-лама XI, глава буддистов Восточной Сибири в 1896 — 1911 годах.

## Биография
Чойнзон-Доржи Иролтуев родился в 1843 году в местности Нарин-Ацагат Хоринского ведомства Иркутской губернии. Отец его Иролто на тот момент был зайсаном своего рода.
В 1872 году начал учёбу хувараком (послушников) в Челутайском (Ацагатском) дацане. Для продолжения образования Иролтуев уехал в Монголию, затем в Тибет, где наряду с буддийским учением изучает секреты тибетской медицины.
После возвращения на родину в 1892 году назначен на должность ширээтэ-ламы (настоятеля) Челутайского (Ацагатского) дацана.
В 1891 году Иролтуев встречался с будущим российским императором Николаем II во время его возвращения с Дальнего Востока. В 1895 году вместе с другими эмчи-ламами был приглашён в Санкт-Петербург для лечения царской семьи.
В 1895 году избран на должность Хамбо-ламы Тамчинского дацана.
В мае 1896 года Иролтуев в составе делегации от буддийского духовенства присутствовал на церемонии коронации Николая II.

## На посту Пандито хамбо-ламы
В 1896 году Чойнзон-Доржи Иролтуев утверждён в должности Пандито хамбо-ламы, став 11-м иерархом российских буддистов.
В 1898 году Чойнзон-Доржи Иролтуев совершил паломничество по святым буддийским местам Индии, Таиланда, Монголии и Китая. В результате этой поездки им были приобретены для бурятских дацанов ценные буддийские скульптуры, танка, книги и трактаты.
В 1899 году по решению Иролтуева осуществлено строительство первого здания Читинского дацана.
Кроме религиозной деятельности Чойнзон-Доржи Иролтуев много сил отдавал развитию тибетской медицины. Им была проведена большая организаторская работа по формированию школы тибетской медицины. В первую очередь он укомплектовал школы профессиональными эмчи-ламами, которые в свою очередь начали обучение молодого поколения врачей.
Иролтуев написал рецептурный справочник «Жор», в которой описаны лекарства от более чем 300 болезней. Стоит отметить, что многие лекарства были созданы из растений, собранных на территории Восточной Сибири.
Иролтуев активно принимал участие и в светской общественной жизни. В 1905 году он был среди организаторов партии «Знамя бурятского народа». По его инициативе созывались Всебурятские съезды в 1905–1909 годах.

## После ухода с поста
В 1911 году Чойнзон-Доржи Иролтуев добровольно покидает пост Пандито хамбо-ламы.
В 1913 году он воплощает свою главную мечту — открытие Манба-дацана, обители Будды медицины, где по древним тибетским рецептам исцеляли многие болезни и недуги.
С началом Первой мировой войны в 1914 году он участвует в организации сбора средств на содержание лазаретов, выезжал на фронт.
Чойнзон-Доржи Иролтуев умер в ноябре 1918 года в Эгитуйском дацане, куда приехал лечить его настоятеля.
Похоронен в улусе Шулута (ныне улус Шулута Заиграевского района Республики Бурятия).

## Награды
- Орден Святого Станислава 2-й и 3-й степени